# 鈣鎂指示劑
鈣鎂指示劑是一種用於分析化學的配位指示劑，以识别溶液中金屬離子的存在。与其他金屬離子指示劑一樣，鈣鎂指示劑与离子配位后会变色。鈣鎂指示劑與金屬離子配位时呈酒紅色，不與金屬離子配位时呈藍色、紅色或橙色。鈣鎂指示劑通常与EDTA结合使用，EDTA是一种更強的金屬离子螯合劑。鈣鎂指示劑也用於臨床實驗室中用於鎂離子的定量分析。